# New York City Department of Transportation

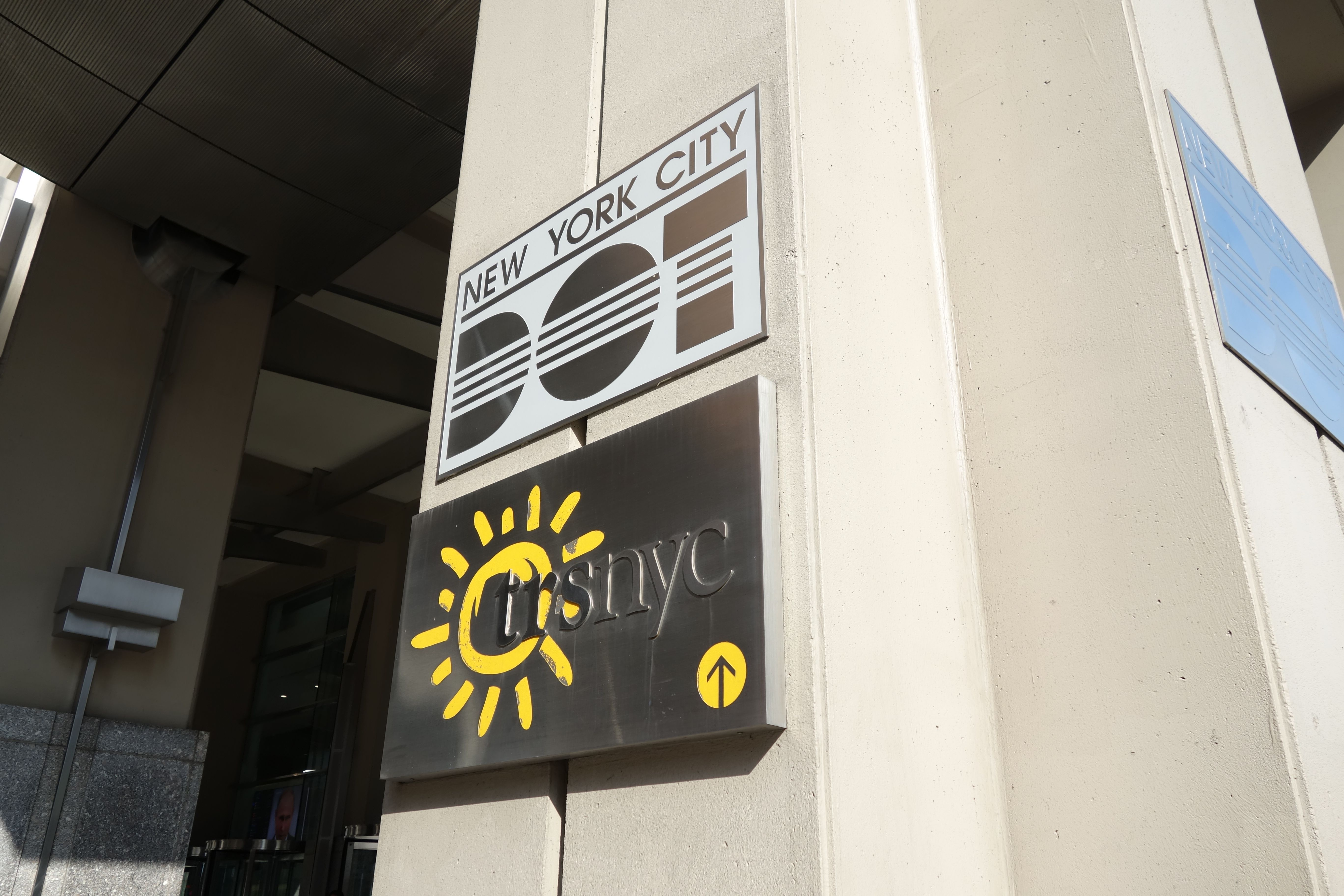
Logo des New York City Department of Transportation (oberes Schild)

Das New York City Department of Transportation, abgekürzt NYCDOT oder nur DOT, ist eine Behörde der Stadt New York, die für Teile der Transportinfrastruktur der Stadt zuständig ist.
Behördenleiter (Commissioner of Transportation) ist seit Januar 2022 Ydanis Rodríguez, der unter New Yorks Bürgermeister Eric Adams ernannt wurde. Der Behördensitz befindet sich im Wolkenkratzer 55 Water Street im Financial District im äußersten Süden von Manhattan.

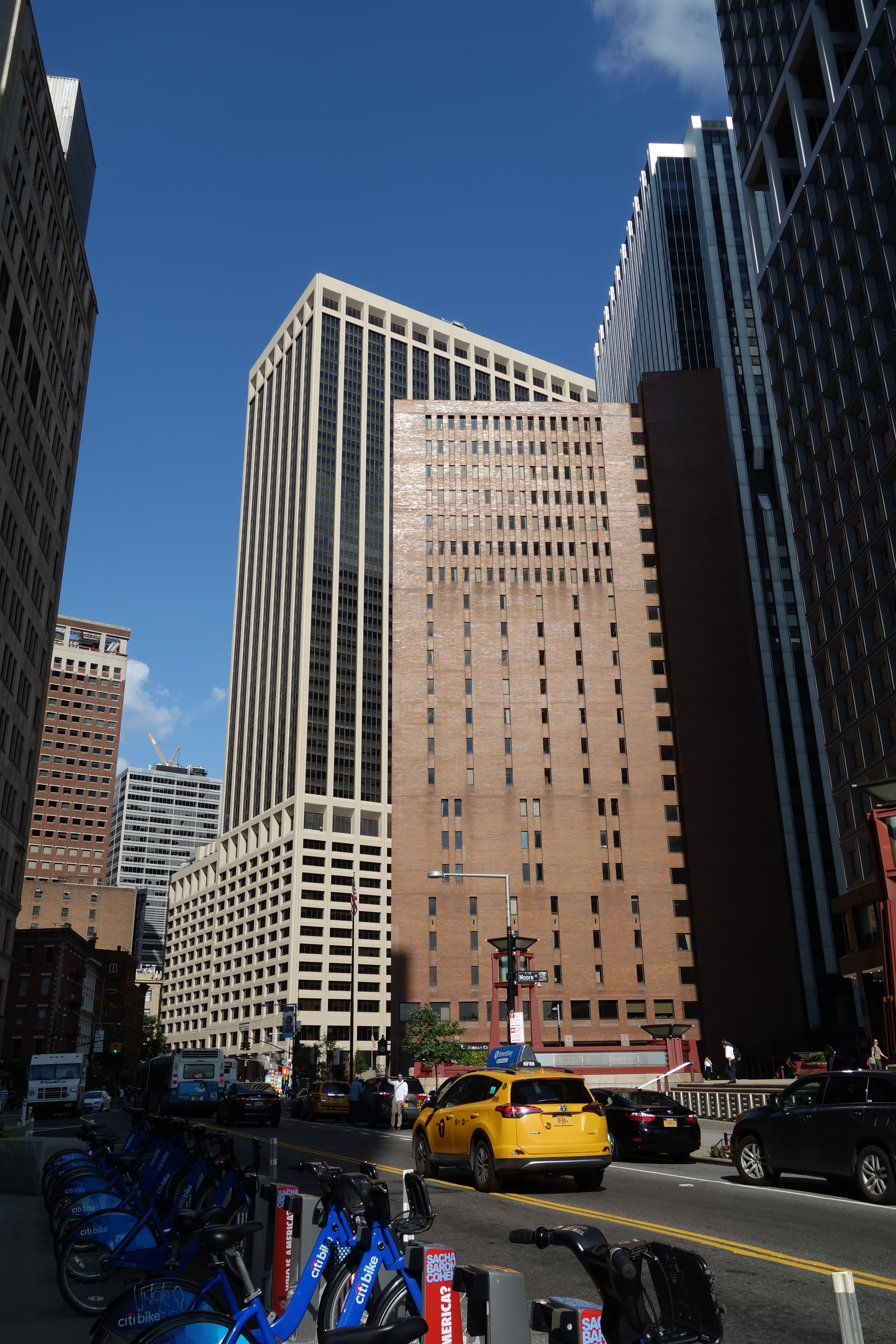
Behördensitz im Hochhaus 55 Water Street, teilweise verdeckt links der Bildmitte, und Fahrräder des vom NYCDOT initiierten Leihfahrrad-Programms im Vordergrund (2018)

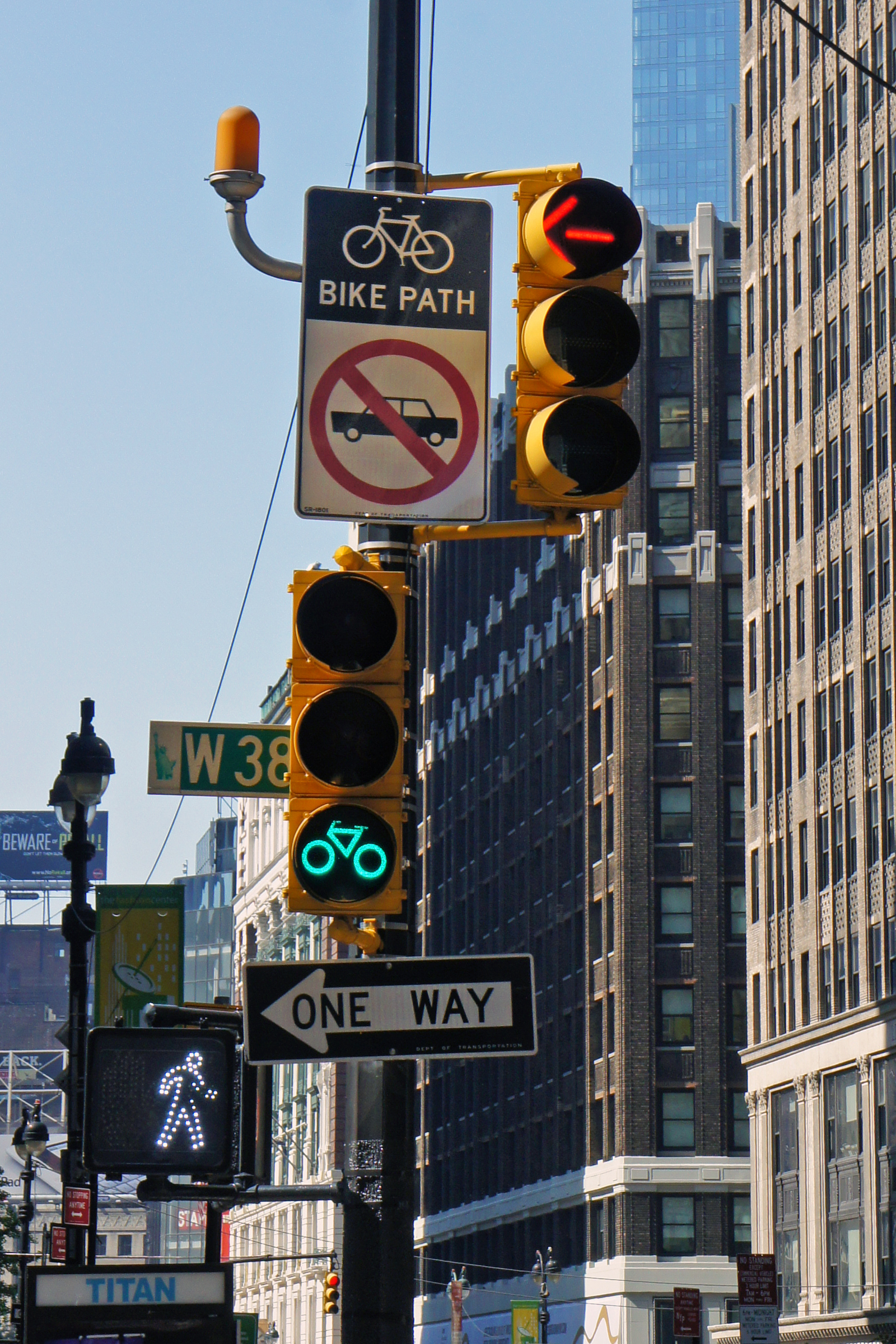
Straßenschilder und Lichtsignalanlagen am Broadway in Höhe West 38th Street

## Aufgaben
Die Behörde ist für die Pflege und Wartung der Highways, Straßen, Fußgängerwege, sowie einiger Brücken und Tunnel in New York City zuständig. Weiterhin ist das DOT für die Straßenschilder, den Ampelbetrieb, und die Straßenbeleuchtung der Stadt zuständig. Die Staten Island Ferry, die für Fahrgäste kostenlos nutzbare Fährverbindung zwischen Manhattan und Staten Island, wird ebenfalls vom DOT betrieben.
Weiterhin ist das DOT die Behörde der Stadt, die die Aufsicht für verkehrsrelevante Ausgaben hat. Sie vergibt Erlaubnisse für spezielle Fahrzeuge, zum Beispiel Sonderrechte für Behinderte und Konstruktionen, Genehmigung von Bushaltestellen und ist für Transportsicherungen und Verkehrssicherheit zuständig. Weiterhin organisiert das DOT das „Adopt-a-Highway“-Programm in New York City.
Die Behörde hatte im Jahr 2022 etwa 5500 Beschäftigte und ein jährliches Budget von rund 1,4 Milliarden US-Dollar. Für Investitionen werden über zehn Jahre hinweg 33 Milliarden US-Dollar verwaltet. Im Jahr 2012 hatte die Behörde 4100 Beschäftigte und ein jährliches Budget von rund 693 Millionen US-Dollar.

## Bauwerke
Insgesamt ist das DOT für 787 Bauwerke in der Stadt verantwortlich. Dazu gehören unter anderem die Brooklyn Bridge, die Manhattan Bridge, die Williamsburg Bridge und die Queensboro Bridge. Hinzu kommen 25 Hebebrücken wie die Broadway Bridge und fünf Tunnel, weiterhin etwa 10.000 Kilometer Straße, fast 20.000 Kilometer Fußgängerwege, 1,3 Millionen Straßenschilder, 12.000 Ampelanlagen und 300.000 Straßenlampen. Ein weiterer Schwerpunkt ist der Ausbau von Radwegen, Fahrradparkplätzen und der Organisation von Leihfahrrädern in der Stadt (CitiBike). Für die Benutzung von Brücken und Tunneln, die vom DOT betrieben werden, wird keine Maut erhoben.

## Vergleichbare Organisationen
Andere wichtige verkehrsrelevante Bauwerke der Stadt werden durch MTA Bridges and Tunnels oder die Port Authority of New York and New Jersey unterhalten. Für den Unterhalt der Verkehrsinfrastruktur im Bundesstaat New York ist das New York State Department of Transportation mit Sitz in Albany zuständig.